# Wasyl Watamaniuk
Wasyl Ananijowycz Watamaniuk (ukr. Василь Ананійович Ватаманюк; ur. 12 stycznia 1947 w Rynhaczu w obwodzie czerniowieckim, zm. 15 lutego 2011) — ukraiński polityk, przewodniczący Czerniowieckiej Rady Obwodowej.
W 1979 ukończył Dniepropetrowski Instytut Chemiczno-Technologiczny.
Członek Partii Regionów. Wybierany deputowanym do Czerniowieckiej Rady Obwodowej IV, V, i VI kadencji, 19 listopada 2010 obrany jej przewodniczącym.